# XP-PEN
XPPen（XP-Pen、エックスピーペン）は、ペンタブレット、液晶タブレットなどを開発・販売を行う企業。
2022年現在、日本国内のペンタブレット市場ではワコムに次ぐ2位で、BCNランキングにおいて約5.2%のシェアを占める（XPPenは一部の量販店での販売分のみ集計対象で、Amazonや公式ストアは集計対象外）。元は台湾メーカーが日本で立ち上げたブランドだったが、現在はUgeeやXencelabsなどを傘下に持つ中国深圳のHanvon Ugeeグループ（漢王友基集団）のブランドとなっており、アメリカのカリフォルニア州にて開発を行っている。（グループ内の位置づけとしては、Xencelabsがプロフェッショナル向け、XPPenが初心者から幅広い層向け、ugeeが初心者向け）
ブランド名のXは「Infinite（無限的）」、Pは「Possibility（可能）」、Penは「Digital Pen（デジタルペン）」で、無限な可能性を秘めたデジタルペンという意味である。
国内代理店は株式会社アスク。Amazon.co.jpや楽天、自社ECサイト などのオンラインチャネルで販売を行っているほか、ヨドバシカメラやビックカメラなどの大手電機店でも販売されている。

## 歴史
2005年、XP-PENは日本においてブランドが立ち上げられ、グラフィックタブレットの研究開発への取り組みを開始。日本においては、発足当初はピー・アクティブ株式会社が開発およびサポートを担当し、画材大手のデリーターが販売を担当する形式だった。日本国内のペンタブレットのシェアとしては、2006年時点でワコムに次ぐ2位となる2.6%のシェアを持ち、ワコム以外としては古くからあるメーカーである。しかし、当時の日本ではワコムが大きなシェアを持っていたため、ピー・アクティブ株式会社は2006年に廃業。日本におけるXP-PENの営業を継承したシーグランド社も2007年に破産し、2007年8月よりピーアクティブ社が日本でサポートを再開（実際は台湾P-Active社による日本語のサポート）するなど、展開は厳しかった。日本では、2010年代前半頃まではデリーターのブランドを冠した「DELETER XP-PEN」として販売されており、OEM版の「デリペン」の名称で、同社の開発するCGソフトであるコミックワークスおよびCGillustの体験版とのバンドル販売も行っていた。2000年代後半における漫画制作ソフトとしてセルシスのComicStudioと並ぶ支持があったコミックワークスの推奨タブレットであった。
2006年、当時の台湾においては、「日本で開発された」と言うことを売りにして、DELETER CG-illustやPixiaなどの日本のイラストソフトをバンドルして、台湾の同人誌界にアピールしていた。なお、日本ピー・アクティブ株式会社が開発し、ピー・アクティブ社およびデリーター社の台湾総代理店である台湾YUTRON社（昱忠企業）が台湾における販売を担当するという形式であったが、実際はピー・アクティブ社とYUTRON社の実態は同一で、ピー・アクティブ社の親会社である台湾YUTRON社が開発および生産を担当していた。
2008年、YUTRONの一ブランドから独立し、YUTRONの子会社として台湾P-Active社が創設された。2010年頃までは台湾、日本、韓国、インドネシア、香港、などの極東アジア圏でのみ販売されていたが、2013年にカリフォルニアに北米支社を設立し、北米およびヨーロッパ市場に進出。
2015年、中国Ugee（友基科技）と合併し、深圳事務所を設立。ブランドを一新し、新たなロゴを定める。Ugeeは元々は1998年に中国広州にて設立された、台湾友碁科技（UC-Logic）の大陸における総代理店（ライセンシー）で、中国初のグラフィックタブレットメーカーとしてUC-Logicより特許権を供与されて大陸でUgeeブランドのペンタブレットを販売する一方で、2012年には中国の競合であるHUION（絵王）を特許侵害で訴えるなどしていた。台湾UC-Logic社は、元々はOEM専業として様々なメーカーにグラフィックタブレットの技術をOEM供給していたが、2011年に「電磁共鳴方式」の電池不要ペンの開発に成功し（ワコムの「電磁誘導方式」とは違うので、ワコムの特許に抵触しない）、2015年より「Artisul」のブランドで自社展開を始めた。一方でUgeeは同年に台湾YUTRONよりXP-PENを買収し、独自のグラフィックタブレットの技術を手に入れたのでUC-LogicのOEMを離脱した（なおUC-Logicは2019年にHUIONに買収された）。
2016年よりUgeeが中国本土向けのサブブランド、XP-PENが中国国外向けのサブブランドと位置付けられるようになった。
2017年には日本連絡事務所を立ち上げ、日本市場に本格進出した。2018年にはコミックマーケット（C95）に初出展。
2018年にXP-PENも電磁誘導方式による電池不要ペンの開発に成功し、板タブ「DECO」および液タブ「Artist」のブランドで展開を開始する。
2017年、Ugeeが中国Hanvon（漢王科技）との合併を決議し、2019年6月に両社は統合してHanvon Ugeeグループ（漢王友基集団）となった。そのため、XP-PenはHanvon Ugeeグループのサブブランドとなった。漢王科技は1998年に設立された電子ブックリーダーやスタイラスペンなどのメーカーで、ペンタブレットも手掛けているが、お絵かき向けの製品ではなく、文字認識システム向けがメインである。しかし独自のコード不要＆電池不要ペンの技術を持つと主張し、2000年代に和冠科技（中国ワコム、中国のペンタブ最大手）と訴訟合戦を繰り広げて和解まで持ち込んだこともある。
2019年6月の時点で、XP-PENの開発はカリフォルニアの北米支社で行われていたとのことだが、3社の統合に伴って製品のラインも統一されており（XP-PENの開発ラインが残った）、Hanvon Ugeeグループのサブブランドとして、中国国内向けの「Ugee」ブランドと国外向けの「XP-Pen」ブランドで、一時期は型番とロゴが違うだけで全く同一の製品が展開されていた。
2020年、東南アジア、南アメリカ、アフリカ市場に進出。
2021年、日本国内ペンタブレット市場においてXP-PENが11.0％の市場シェアを獲得（3月8日週）。XP-PENの市場シェアが初めて1割を超え、ワコムの市場シェアが9割を割り込んだ。
2021年より新開発の「X3スマートチップ」をペンに搭載。内部のスプリング機構で圧力を検知する従来のアナログ方式ではなく、電磁信号をデジタル信号に変換する方式となったことで、電磁干渉が低減されてストロークを正確に捉えられるようになり、液タブの四隅で大きくなりがちだった視差を抑えられるようになった。ペンのIAF（initial activation force、ワコムの用語で言うと「ON荷重」）の感度が向上し、3g以下の荷重を検知できるようになり、繊細な線を拾えるようになった。また、ペン先のスプリング機構を無くしたことでペンの沈み込みをなくし、ペンの耐久性も倍になった。
2022年4月、リブランディングを行い、ロゴを一新。ブランドを「XPPen」とした。また12月にはUgeeも「ugee」にリブランディングされた。Ugeeは「XPPenの中国向けブランド」という当初の予定とは異なり、XPPenとは別のラインが展開されて日本市場を含む海外市場にも進出している状態だったが、改めてグローバルブランドとして位置付け直された。

## 製品
Hanvon Ugeeは、EMR電磁誘導式圧力分布センサー、アクティブスタイラス、ドットマトリクス、 Bluetooth無線通信など中国国内で申請された特許技術を用いて、ペンタブレット、液晶タブレット、スタイラスペンとスマートパッドを開発した、サブブランドとしてXPPenは下記の製品を販売している。
Deco Pro シリーズ ペンタブレット
Deco シリーズ ペンタブレット
Star シリーズ ペンタブレット
Artist シリーズ 液晶タブレット
Artist Pro シリーズ 液晶タブレット
Innovator シリーズ 液晶タブレット

## ドライバー
XPPenは、Windows 7以後、mac OS 10.10以降、Ubuntu、Centos、Arch、Mint、Red Hat、Debian、manjaro、elementaryなど64ビットのベータ版ドライバーをサポート。